# 게이타주

게이타 주의 위치

게이타주(Geita)는 탄자니아의 주로 주도는 게이타이며 면적은 20,054km2, 인구는 1,739,530명(2012년 기준)이다. 2012년 3월에 신설되었다.